# Liste der Magistralstraßen in Bosnien und Herzegowina
Diese Liste der Magistralstraßen in Bosnien und Herzegowina gibt einen Überblick über das Fernstraßennetz in Bosnien und Herzegowina.

## Allgemeines

### Nummerierung
Die Magistralstraßen in Bosnien und Herzegowina werden mit dem Buchstaben M (für kroatisch/bosnisch Magistralna cesta bzw. serbisch Магистрални пут/Magistralni put) gefolgt von einem Trennstrich und einer Zahl nummeriert.

### Maut
Generell sind Magistralstraßen in Bosnien und Herzegowina nicht mautpflichtig.

### Grenzübergänge
Eine Mehrzahl der Magistralstraßen quert die Nationalgrenze und führt im Nachbarland (ggf. mit abweichender Bezeichnung) weiter. An den Grenzübergängen erfolgt in der Regel eine Pass- und Zollkontrolle im Inland sowie eine weitere Kontrolle im Nachbarland.

## Liste der Magistralstraßen
| Nr. / Zeichen | Europastraße(n) | von (Nord bzw. West)      | bis (Süd bzw. Ost)          | via                                                                         | Länge in km |
| ------------- | --------------- | ------------------------- | --------------------------- | --------------------------------------------------------------------------- | ----------- |
| M1-8          |                 | Orašje / Kroatien         | Tuzla                       |                                                                             | 073         |
| M2            | E65             | Neum / Kroatien           | Neum / Kroatien             |                                                                             | 009,3       |
| M4            |                 | Novi Grad / Kroatien      | Krakaj / Serbien            | Prijedor – Banja Luka – Doboj – Tuzla                                       | 260         |
| M4-2          |                 | Velika Kladuša            | Srbljani                    |                                                                             | 048         |
| M5            | E761            | Bihać / Kroatien          | Višegrad / Serbien          | Bosanski Petrovac – Ključ – Jajce – Donji Vakuf – Travnik – Sarajevo – Pale | 505         |
| M6            |                 | Grude / Kroatien          | Trebinje / Montenegro       |                                                                             | 200         |
| M6-1          |                 | Resanovci / Kroatien      | Gacko                       | Bosansko Grahovo – Livno – Posušje – Široki Brijeg – Mostar                 | 290         |
| M8            |                 | Foča                      | Montenegro                  |                                                                             | 020         |
| M11           | E71             | Ripač                     | Kroatien                    |                                                                             | 9           |
| M14           |                 | Bihać                     | Draksenic / Kroatien        | Bosanska Krupa – Novi Grad                                                  | 130         |
| M14-1         |                 | Draksenic                 | Šepak                       | Gradiška – Derventa – Bosanski Brod – Svilaj – Modriča – Brčko – Bijeljina  | 275         |
| M14-2         |                 | Bosanska Krupa            | Bosansko Grahovo / Kroatien | Bosanski Petrovac – Drvar                                                   | 130         |
| M15           |                 | Kozarska Dubica           | Tomislavgrad                | Prijedor – Ključ – Mrkonjić Grad – Glamoč – Livno                           | 270         |
| M16           |                 | Gradiška / Kroatien       | Kazaginac / Kroatien        | Banja Luka – Jajce – Donji Vakuf – Bugojno – Kupres – Livno                 | 235         |
| M16-1         |                 | Klašnice                  | Derventa                    | Prnjavor                                                                    | 070         |
| M16-2         |                 | Bugojno                   | Jablanica                   | Gornji Vakuf                                                                | ?           |
| M16-3         |                 | Kazaginac                 | Prisika / Kroatien          |                                                                             | 005         |
| M16-4         |                 | Travnik                   | Bugojno                     |                                                                             | ?           |
| M17           | E73             | Bosanski Šamac / Kroatien | Čapljina / Kroatien         | Modriča – Doboj – Zenica – Sarajevo – Jablanica – Mostar                    | 400         |
| M17-2         |                 | Derventa                  | Kotorsko                    |                                                                             | 024         |
| M17-3         |                 | Mostar                    | Neum                        | Stolac                                                                      | 040         |
| M18           | E762            | Bijeljina / Serbien       | Šćepan Polje / Montenegro   | Tuzla – Sarajevo – Foča                                                     | 315         |
| M19           |                 | Šepak / Serbien           | Sarajevo                    | Zvornik – Han Pijesak                                                       | 150         |
| M19-2         |                 | Kladanj                   | Vlasenica                   |                                                                             | 030         |
| M19-3         |                 | Podromanija               | Mesići                      | Rogatica                                                                    | 045         |
| M20           |                 | Ustiprača                 | Ivanica                     | Goražde – Foča – Gacko – Trebinje                                           | 240         |